# Elezioni politiche suppletive in Francia del 1968
Le elezioni politiche suppletive francesi del 1968 sono le elezioni tenute in Francia nel corso del 1968 per eleggere deputati dell'assemblea nazionale dei collegi uninominali rimasti vacanti. 

## Risultati

### 11° collegio della Hauts-de-Seine
Le elezioni politiche suppletive nell'11° collegio della Hauts-de-Seine si sono tenute l'8 dicembre in seguito alla invalidazione delle elezioni tenutesi nel turno generale. Poiché nessun candidato ha ottenuto la maggioranza dei voti al primo turno, il 15 dicembre è stato necessario procedere al ballottaggio. 
| Partito                            | Partito                            | Candidato                          | Primo turno 8 dicembre | Primo turno 8 dicembre | Ballottaggio 15 dicembre | Ballottaggio 15 dicembre |
| Partito                            | Partito                            | Candidato                          | Voti                   | %                      | Voti                     | %                        |
| ---------------------------------- | ---------------------------------- | ---------------------------------- | ---------------------- | ---------------------- | ------------------------ | ------------------------ |
|                                    | PCF                                | Guy Ducolone                       | 19 367                 | 47,79                  | 22 490                   | 56,30                    |
|                                    | UNR                                | Ruggero Barberot                   | 13 768                 | 33,97                  | 17 456                   | 43,70                    |
|                                    | CD                                 | Giovanni Laronde                   | 5 314                  | 13,11                  |                          |                          |
|                                    | PSU                                | Jean-Marie Vincent                 | 1 290                  | 3,18                   |                          |                          |
|                                    | CIR                                | Remy Mourin                        | 789                    | 1,95                   |                          |                          |
|                                    |                                    |                                    |                        |                        |                          |                          |
| Iscritti                           | Iscritti                           | Iscritti                           | 66 456                 | 100,00                 | 66 434                   | 100,00                   |
| ↳ Votanti (% su iscritti)          | ↳ Votanti (% su iscritti)          | ↳ Votanti (% su iscritti)          | 53 151                 | 79,98                  | 50 725                   | 76,35                    |
| ↳ Voti validi (% su votanti)       | ↳ Voti validi (% su votanti)       | ↳ Voti validi (% su votanti)       | 40 528                 | 76,25                  | 39 946                   | 78,75                    |
| ↳ Schede non valide (% su votanti) | ↳ Schede non valide (% su votanti) | ↳ Schede non valide (% su votanti) | 12 623                 | 23,75                  | 10 779                   | 21,25                    |
| ↳ Astenuti (% su iscritti)         | ↳ Astenuti (% su iscritti)         | ↳ Astenuti (% su iscritti)         | 13 305                 | 20,02                  | 15 709                   | 23,65                    |
|                                    |                                    |                                    |                        |                        |                          |                          |
|                                    | Esito: collegio passa da UNR a PCF |                                    |                        |                        |                          |                          |

## Riepilogo
| Data 1º turno | Ballottaggio | Circoscrizione | Collegio | Parlamentare uscente | Partito | Parlamentare eletto | Partito |
| ------------- | ------------ | -------------- | -------- | -------------------- | ------- | ------------------- | ------- |
| 8 dicembre    | 15 dicembre  | Hauts-de-Seine | 11°      | Ruggero Barberot     | UNR     | Guy Ducolone        | PCF     |